# Arys-Rostken
L’aérodrome militaire allemand d'Arys-Rostken en province de Prusse-Orientale servit de terrain de campagne pour les chasseurs de la Luftwaffe (Einsatzhafen Arys-Rostken) lors de l'attaque de la Pologne par le IIIe Reich le 1er septembre 1939. Situé à 175 km au NNE de Varsovie, il est aujourd'hui désigné sous l'appellation Lotnisko (aéroport) Orzysz Rostki (ou Pisz-Rotski) et se situe sur la commune d'Orzysz du powiat de Pisz, Varmie-Mazurie, dans le nord-est de la Pologne.

## Le site d'Arys-Rostken
La ville allemande d'Arys se situait en Mazurie en province de Prusse-Orientale, dans le district de Gumbinnen, sur une route commerciale importante de Rastenburg (Kętrzyn) à Varsovie en passant par Eckersberg (Okartowo) dans l'arrondissement de Johannisburg (Pisz). 
Plus petite ville de Mazurie (1320 habitants à la fin du XIXe siècle), Arys connut une réelle impulsion économique lorsque l'armée prussienne décida à partir de 1891 d'y installer des troupes en garnison, transformant les alentours au sud de la localité en zone d'entraînement militaire, rapidement la plus importante de Prusse-Orientale. Avec l'arrivée du chemin de fer en 1905 et la possibilité de transporter de l'armement lourd, l'importance de cette zone militaire ne fit qu'augmenter. Elle était désormais disponible comme camp d'entraînement et de manœuvres  pour des garnisons plus lointaines comme celle de Königsberg (Kaliningrad), la capitale de Prusse-Orientale par exemple.
La Première Guerre mondiale fut catastrophique pour la ville. Occupée du 21 août 1914 au 8 septembre 1914 par les troupes impériales russes (Arys fut le lieu d'une très violente bataille les 7 et 8 septembre 1914 - Bataille d'Arys (de)) puis de nouveau du 10 novembre 1914 au 12 février 1915, la ville fut incendiée et dut être entièrement reconstruite.
En 1919, à la suite des dispositions du traité de Versailles et de la création de la Pologne, la population locale fut consultée par référendum pour déterminer son appartenance ou non au nouvel État voisin : majoritairement allemande, elle décida à l'unanimité son maintien à l'intérieur des frontières allemandes et accueillit dès lors les populations germanophones chassées des territoires de l'ancienne Prusse-Orientale devenus polonais (Arys recense 3 553 habitants en 1939).
Durant l'Entre-deux-guerres, les autorités municipales d'Arys décidèrent à trois reprises, le 1er janvier 1929, le 15 novembre 1938 et le 10 juillet 1940 d'agrandir le camp militaire voisin en offrant à la Wehrmacht 20 000 hectares supplémentaires.
Lors du déclenchement de la Seconde Guerre mondiale, la Prusse-Orientale et la Mazurie en particulier ont servi de zones de concentration des troupes allemandes en vue des attaques contre la Pologne en 1939 puis contre l'Union soviétique en 1941. Le camp d'Arys a particulièrement servi à la formation et à l'organisation des unités de la Wehrmacht engagées dans ces offensives.
Dans cette optique, il fut décidé dès 1936 d'ajouter au site un aérodrome de campagne (Feldflugplatz) pour la Luftwaffe à Rostken (Rostki), à 11 km au sud de la zone militaire, au bord du lac Rosch-See (Jezorio Roś) à une trentaine de km de la frontière polonaise. Celui-ci sera utilisé en 1939 pendant la campagne de Pologne par des unités de chasseurs allemands et durant les années suivantes, comme terrain d’entraînement et de formation des pilotes allemands. 
Par ailleurs, sous le régime nazi (1933-1945), le camp d'Arys fut également un terrain d'essai pour les nouveaux armements. Le site reçut ainsi la visite d'Hitler le 20 octobre 1943 venu s'y faire présenter le Sturmtiger, une variante du char lourd Tigre I et le Jagdpanzer VI (Jagdtiger) sous forme de maquette en bois à l'échelle. Enfin, les volontaires des unités SS flamandes et hollandaises furent également formés à Arys au cours de la Seconde Guerre mondiale.

## La construction de l'aérodrome (1936-1938)
L’aérodrome de Rostken (Orzysz Rostki) a été construit pendant deux ans à partir de 1936 dans le plus grand secret pour devenir une des principales bases de la Luftwaffe en province de Prusse-Orientale.
Dans une région pauvre et ingrate pour l’agriculture, l’achat d’un terrain marécageux sur les bords du lac Rosch-See (aujourd'hui Jezorio Roś) a été une aubaine pour les habitants à qui on a fait croire que le futur Feldflugplatz (aérodrome de campagne) était destiné à l’aéro-club de la ville toute proche de Johannisburg (Pisz). 
En outre de nombreux habitants ont pu trouver un emploi dans la construction de l’aérodrome. Les travaux ont duré jusqu’en 1938. Le site a tout d’abord été drainé puis transformé en terrain d’aviation, en prévision pour la Luftwaffe de la guerre à l’Est .
Que cet aérodrome en apparence anodin soit une base offensive de la Luftwaffe ne devint évident pour la population locale qu'en assistant au décollage des escadrilles de Stukas et de Messerschmitt Bf 109-D le 1er septembre 1939 et les jours suivants contre la Pologne. Les mêmes scènes se répétèrent à partir du 22 juin 1941 lors du déclenchement de l’opération Barbarossa (Unternehmen Barbarossa), l'invasion par le Troisième Reich de l'Union soviétique.

## L'aérodrome d'Arys-Rostken durant la Seconde Guerre mondiale (1939-1945)
Le secret sur la finalité militaire des aménagements, tant auprès de la population allemande locale que face à d’éventuelles observations aériennes, a été bien tenu de 1936 à 1939. Ainsi la Jagdgeschwader 21 n’y a été déplacée que le jour même de l’attaque contre la Pologne le 1er septembre 1939. 
Le terrain est resté longtemps en herbe et les divers bâtiments (garnison, pilotes et mécaniciens, hangars, administration, intendance) avaient l’apparence de simples maisons de village, éparpillées et largement dissimulées par la forêt environnante. La tour de contrôle elle-même a été construite entre de grands pins sur la colline du cimetière local
Ce n'est qu'en 1943 que trois pistes en béton (915 mètres de longueur sur 20 mètres de large) furent ajoutées : elles se fondaient avec le réseau routier local et des filets de camouflage couvraient les bords des pistes, de telle sorte que, vues du ciel, elles apparaissaient toujours comme de simples routes (entraînant parfois quelques difficultés pour les pilotes novices à retrouver le terrain). Un taxiway circulaire forestier, caché lui aussi par des filets, permettait de relier efficacement les pistes. En cas de nécessité, les routes étaient fermées au trafic automobile. 
Commandant en chef de la Luftwaffe et ministre de l'Aviation, le Reichsmarschall Hermann Göring, séjournant fréquemment dans la région dans son quartier général de Breitenheide (Szeroki Bór Piski), essentiellement pour des parties de chasse, avait plaisir à visiter régulièrement l'aérodrome.  
Pour célébrer le succès de l’opération Eiche (la libération de Benito Mussolini, par un commando de la Waffen-SS dirigé par le Hauptsturmführer Otto Skorzeny) le 12 septembre 1943, Göring invita Hitler à une telle partie de chasse du 15 au 20 septembre et ce fut le terrain d'Arys-Rostken qui accueillit en grande pompe le Führer, fort détendu selon des témoins locaux. 
Des unités de combat de la Luftwaffe s'établirent de nouveau à Arys-Rostken à partir de mai 1944 pour participer à la défense de la Prusse-Orientale. L'arrivée imminente des troupes soviétiques amenèrent les troupes allemandes à détruire en janvier 1945 la plupart des infrastructures de l’aérodrome de Rostken. La localité d'Arys fut prise, sans combat, par l'Armée rouge le 23 janvier 1945.

## Après 1945
Après 1945, les services de renseignement soviétiques de la NKVD utilisèrent un temps le terrain d’entraînement abandonné de la Wehrmacht pour y établir un camp d'internement. 
Par ailleurs, sur directive de Staline, comme dans tous les territoires ex-allemands de la province de Prusse-Orientale, province de Silésie ou province de Poméranie désormais intégrés dans les nouvelles frontières polonaises, la population germanophone fut brutalement expulsée de la région entre janvier et août 1945 pour être remplacée par des populations polonaises déplacées depuis les régions ex-polonaises absorbées par l'Union Soviétique. Ce changement de population mit fin à l'histoire allemande de la ville d'Arys rebaptisée Orzysz, la localité de Rostken devenant Rostki.
En ce qui concerne le terrain militaire ainsi que l'aérodrome, ils furent rapidement cédés par les Soviétiques à la République populaire de Pologne qui continua de l'utiliser comme terrain de manœuvres et d'entraînement (Poligon Orzysz avec le maintien d'un aérodrome en herbe, essentiellement pour les hélicoptères. 
Les restes encore intacts de l’aérodrome allemand furent rasés : seuls subsistent jusqu'à aujourd'hui quelques fondations en béton et l’anneau circulaire en béton du taxiway. D'après des témoignages locaux, il semblerait pourtant que les trois pistes en béton soient toujours là, simplement envahies par l’herbe.
L'aérodrome militaire a été définitivement abandonné après la chute du Pacte de Varsovie.
Le terrain est cependant resté propriété de l’armée polonaise et bien qu’il ne soit plus un aérodrome officiel, il sert encore de temps à temps aux aéro-clubs locaux et au vol libre.